# Ed Royce

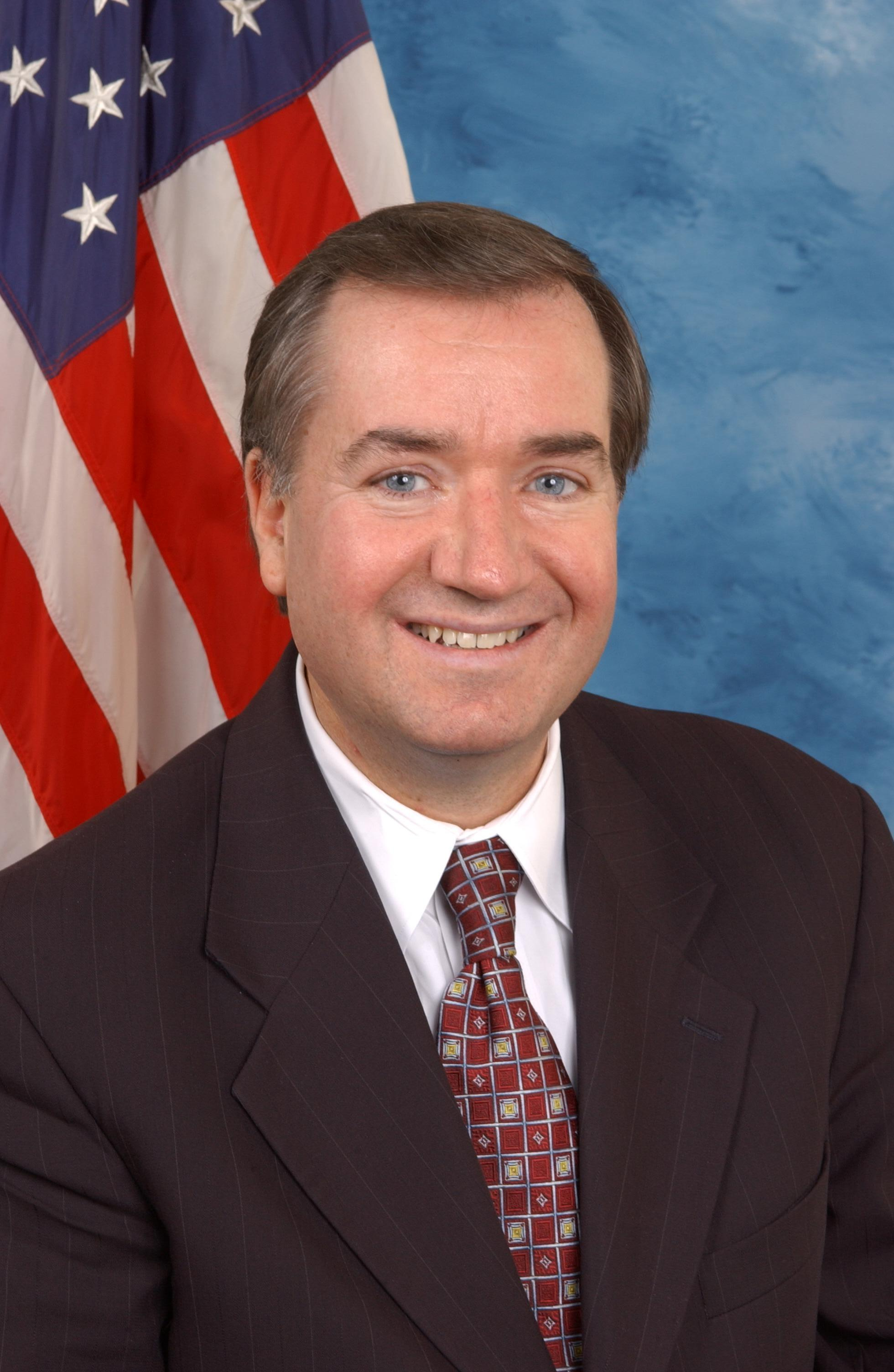
Dân biểu Ed Royce

Edward Randall "Ed" Royce (sinh ngày 12 tháng 10 năm 1951) là một dân biểu Quốc hội Hoa Kỳ, ông thuộc Đảng Cộng hòa và đang sinh sống tại quận Cam ở Mỹ. Ông sinh ra và lớn lên tại thành phố Los Angeles của tiểu bang California của Hoa Kỳ. Ông đã phấn đấu không ngừng trong sự nghiệp chính trị và đã được bầu làm dân biểu Mỹ.

## Quan tâm đến Việt Nam
Trong nhiệm kỳ của mình, ông tỏ ra quan tâm đến tình hình nhân quyền tại Việt Nam và là một nghị sĩ vẫn tích cực vận động cho dân chủ và nhân quyền ở Việt Nam. Năm 2011, ông viết một bức thư yêu cầu chính quyền Hà Nội trả tự do ngay lập tức và vô điều kiện cho các thanh niên Công giáo đã bị cầm giữ bao gồm các blogger, các nhà tổ chức cộng đồng, và các giáo dân hăng hái hoạt động công tác xã hội như Chu Mạnh Sơn, Đặng Xuân Diệu, Đậu Văn Dương, Hồ Đức Hòa, Hồ Văn Oanh, Nguyễn Văn Duyệt, Nguyễn Văn Oai, Nguyễn Xuân Anh, Nông Hùng Anh, Thái Văn Dung, Trần Hữu Đức, Trần Minh Nhật và Paulus Lê Văn Sơn.
Ed Royce cũng đã ký tên đồng bảo trợ cho nghị quyết số 351 của Hạ viện Mỹ kêu gọi một giải pháp hòa bình cho các tranh chấp trên biển Đông vì ông cho rằng dù cho nghị quyết không được đưa ra ngay lập tức thì nó vẫn gửi ra một thông điệp cho Trung Quốc là những hành động gây hấn của họ là không thể chấp nhận được. Ông cho biết sự hiện diện của Hải Quân Hoa Kỳ trong vùng tranh chấp với mục đích ngăn chặn sự bắn phá của Trung Quốc vào những chiếc thuyền của ngư dân. Nghị Quyết 352 lên tiếng chống đối sự bành trướng của Trung Cộng trong vùng đối với các nước đang tranh chấp trong đó có Việt Nam. Ông nói đây là một tín hiệu cho biết Hoa Kỳ không lùi bước trước sự bành trướng của Trung Quốc trong vùng Biển Đông.